# 마라드

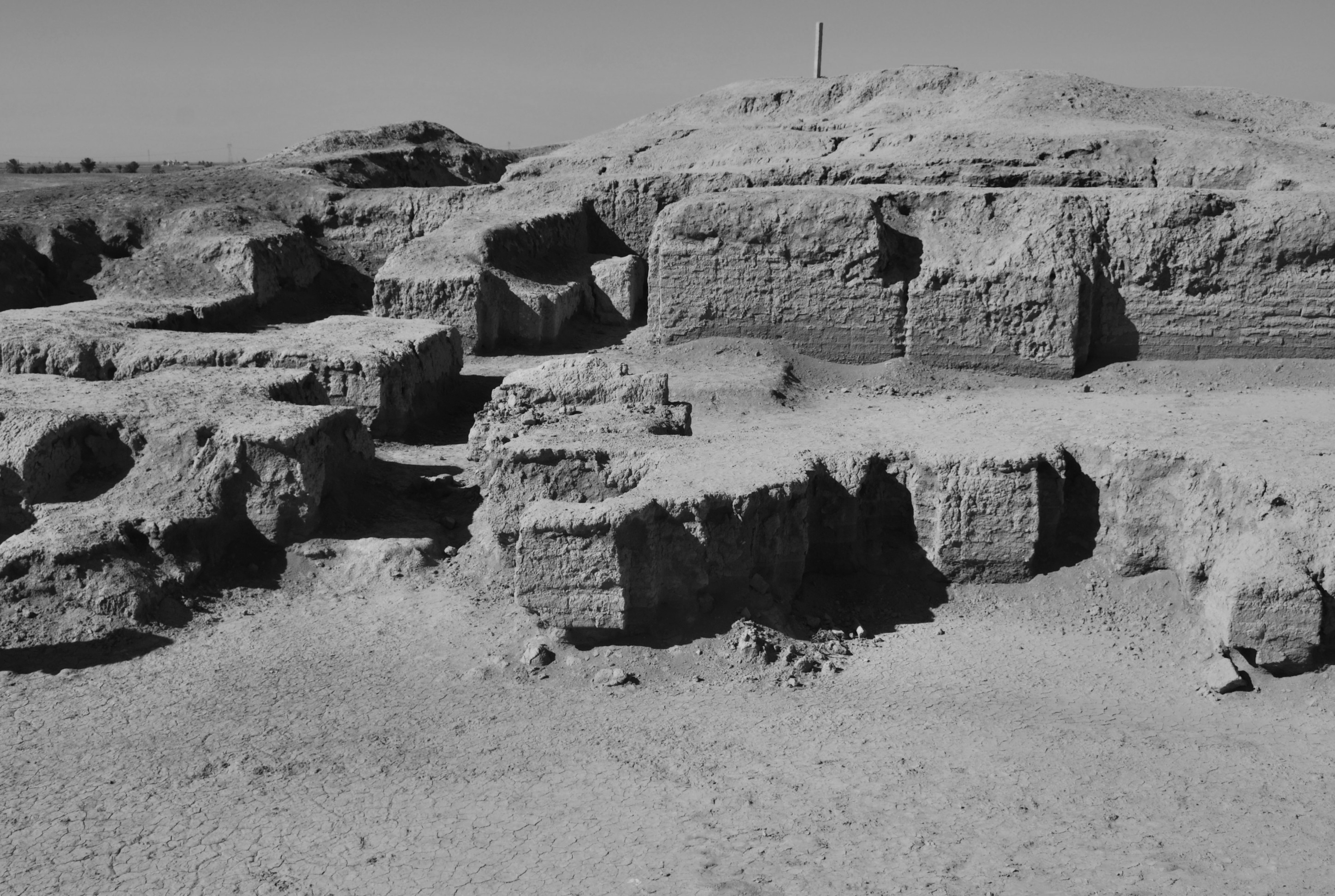

마라드 (수메르어: 마르다, 현재 텔 와나트 에사둠은 이라크의 고대 수메르 도시였다. 마라드는 니푸르의 서쪽 유프라테스강 상류의 서쪽 제방위에 있다. 마라드는 124 헥타아르이하이며 인구는 최대 5000명정도이다.
도시의 지구라트 에이기칼라마는 나람신의 왕자에 의해 건설되어 풍신 닌우르타와 수호신 루갈마라다에게 봉헌되었다.

마라드는 기원전 2700년 세워졌다.

## 지도
| 모술바그다드테헤란유프라테스강티그리스강니푸르기르수라가시마라드우루크우바이드우르에리두키시수사안샨마리아카드이신라르사바빌론아수르니네베님루드두르샤루킨class=notpageimage\| 메소포타미아의 고대 도시들 : 수메르의 도시 : 엘람의 도시 : 아카드 제국의 도시 : 아모리인의 도시 : 바빌로니아의 도시 : 아시리아의 도시 : 현대의 이라크 · 이란의 도시 |

1. ↑   위 지도에는 우바이드(30°58′N 46°05′E)와 우르(30°57′N 46°06′E)가
 같은 위치에 표시되어 있다